# اتیل هپتانوات
اتیل هپتانوات(انگور) (به انگلیسی: Ethyl heptanoate) با فرمول شیمیایی C۹H۱۸O۲ یک ترکیب شیمیایی با شناسه پاب‌کم ۷۷۹۷ است. که جرم مولی آن ۱۵۸٫۲۷ g/mol می‌باشد.